# Rising Sons
Rising Sons byla kalifornská bluesová skupina, založená v roce 1964 v Los Angeles. Původními členy skupiny byli Ry Cooder (zpěv, kytara, mandolína, dobro), Taj Mahal (zpěv, kytara, harmonika, piáno), Gary Marker (baskytara), Jesse Lee Kincaid (kytara, zpěv) a Ed Cassidy (bicí). Ed Cassidy ze skupině odešel, přidal se ke skupině Spirit a v Rising Sons nahrdil jej Kevin Kelley. V roce 1992 vyšlo jejich jediné album Rising Sons featuring Taj Mahal and Ry Cooder, které bylo nahráné již v 60. letech.